# Lignin
| Lignin |                             |
| |                             |
| Kémiai azonosítók                                                                                               |                             |
| CAS-szám | 9005-53-2                   |
| EINECS-szám | 232-682-2                   |
| KEGG | C05615                      |
| ChEBI | 6457                        |
| Kémiai és fizikai tulajdonságok                                                                                 |                             |
| Kémiai képlet                                                                                                   | C9H10O2, C10H12O3, C11H14O4 |
| Ha másként nem jelöljük, az adatok az anyag standardállapotára (100 kPa) és 25 °C-os hőmérsékletre vonatkoznak. |                             |

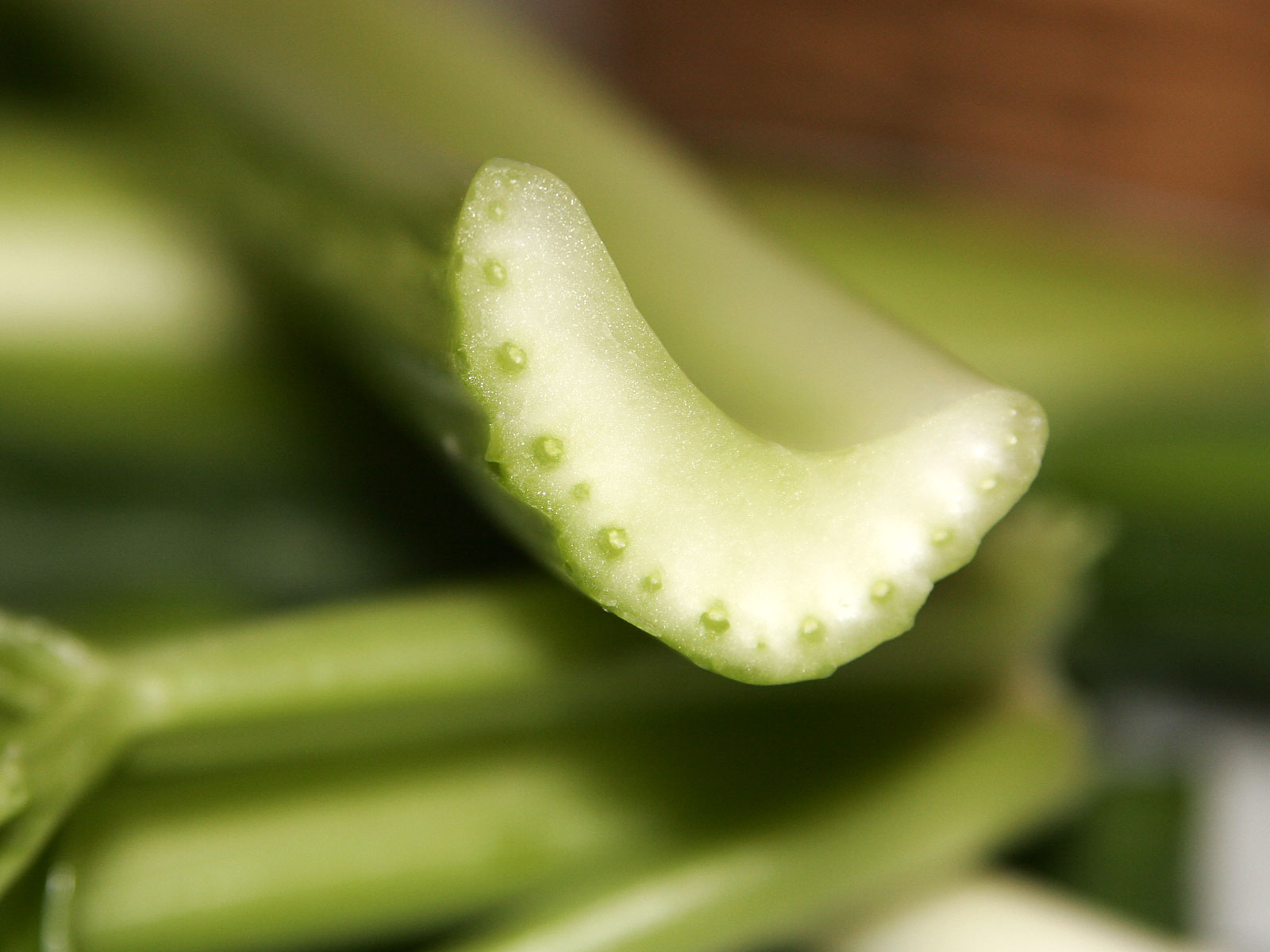
A zeller szára sok lignint tartalmaz

A lignin vagy faanyag bonyolult kémiai anyag, amit többnyire fából nyernek. 
A növények egyedfejlődése során a sejtfalban rakódik le, annak szilárdságát növeli. Ezt a folyamatot fásodásnak vagy lignifikációnak nevezik. A törzsfejlődés során megjelenése hozzájárult a nagyméretű szárazföldi növények kialakulásához. A kifejezés a latin lignum, fa szóból származik. A cellulóz után a második leggyakoribb szerves polimer a földön, a nem-fosszilis szerves szén mintegy 30%-a lignin formájában van jelen. A fák szárazanyag-tartalmának mintegy harmadát-negyedét teszi ki. A vegyületnek biopolimerként számos szokatlan tulajdonsága van, többek között a határozott elsődleges szerkezet hiánya.

## Biológiai funkció
A lignin a sejtfalak kitöltő anyaga a cellulóz, hemicellulóz és pektin molekulák között, különösen a faanyag szállító és támasztó sejtjeiben. A lignin kovalens kötéssel kapcsolódik a hemicellulózokhoz és ezért, különböző növényi poliszacharidok összekötője. Így biztosítja a sejtfalak szilárdságát, illetve a növény egészének a szerkezetét.[forrás?]